# Pucov (Třebíč)
Pucov é uma comuna checa localizada na região de Vysočina, distrito de Třebíč.